# Багиата (минеральная вода)
«Багиа́та» (осет. Бæгъиатæ [bæˈʁiatæ]) — гидрокарбонатная натриевая минеральная вода средней минерализации, добываемая у одноимённого села в Дзауском районе Южной Осетии.

## Месторождение
Багиатское месторождение минеральных вод расположено в бальнеоклиматической курортной местности Багиата в верховьях Большой Лиахвы, на южных склонах центральной части Большого Кавказа.

## Добыча и розлив
Эксплуатационные скважины функционируют в режиме самоизлива, то есть добывается именно то количество воды, которое возобновляется естественным путём. Розлив «Багиаты» осуществляется на автоматизированных линиях, мощность которых позволяет полностью освоить ресурсы добываемой воды.
Полученная из скважин минеральная вода доставляется на разливочный завод, где отстаивается, охлаждается и разливается в стеклянные и ПЭТ-бутылки.

## Упаковка
Минеральная вода «Багиата» представлена в трех вариантах упаковки:
- Стеклянная бутылка ёмкостью 0,5 л. Срок годности — 2 года с даты розлива.
- ПЭТ-бутылка 0,5 л. Срок годности — 1 год с даты розлива.
- ПЭТ-бутылка 1,5 л. Срок годности — 1 год с даты розлива.

## Химический состав
| Состав                        | Концентрация, мг/л |
| ----------------------------- | ------------------ |
| Катионы                       |                    |
| Калий                         | 20                 |
| Кальций                       | 230                |
| Магний                        | 80                 |
| Натрий                        | 1100               |
| Анионы                        |                    |
| Гидрокарбонат                 | 3600               |
| Сульфат                       | < 30               |
| Хлорид                        | 350                |
| Недиссоциированные соединения |                    |
| Растворенный углекислый газ   | 1500               |

Общая минерализация — 5—7 г/л.